# Nannicerus gracilis
Nannicerus gracilis är en insektsart som beskrevs av Maldonado-capriles 1977. Nannicerus gracilis ingår i släktet Nannicerus och familjen dvärgstritar. Inga underarter finns listade i Catalogue of Life.